# Deutsch-litauische Beziehungen
Bilaterale Beziehungen zwischen Deutschland und Litauen bestanden ab 1918 und wieder 1991. Beide Länder sind Mitglieder des Ostseerates, der Organisation für Sicherheit und Zusammenarbeit in Europa (OSZE), des Europarates, der NATO und der Europäischen Union sowie des Schengen-Raums. Seit 2015 ist Litauen auch Teil der Eurozone.
Deutschland verfügt über eine Botschaft in Vilnius (Wilna).
Litauen hat eine Botschaft in Berlin, ein Büro in Bonn und 7 Honorarkonsuln (in Dresden, Düsseldorf, Erfurt, Frankfurt am Main, Hamburg, Künzelsau und München).
Nach dem Litauischen Statistikamt lebten 2007 3500 Deutsche in dem baltischen Staat.

## Geschichte

### Mittelalter und Frühe Neuzeit
Der Name Litauen (als Litua) erscheint in schriftlichen Quellen zum ersten Mal im Jahre 1009 in den Quedlinburger Annalen im Zusammenhang mit dem Mönch Bruno von Querfurt, der das dortige Volk zum Christentum bekehren wollte. Westliche Mächte betrachteten die baltischen Litauer als letzten Hort des europäischen Heidentums, potenzielles Missionsgebiet der Kirche und Expansionsgebiet des livländischen und preußischen Ritteradels. Allerdings konnten sich die Litauer erfolgreich gegen das Vordringen des Deutschen Ordens in Livland und Preußen behaupten. Diese Selbstbehauptung der Litauer ist ein wichtiger Grund für die andersartige Entwicklung der deutschen Siedlungen in Litauen im Vergleich zu den Baltendeutschen in Estland und Lettland: Während die Baltendeutschen im Zuge der Eroberungen des Deutschen Ordens im 13. und 14. Jahrhundert einwanderten und eine Führungsschicht bildeten, kamen die Litauendeutschen erst später ins Land und bildeten eine oftmals eher bäuerliche Volksgruppe.
Ab 1385 ging die Großmacht Litauen eine Personalunion mit dem Königreich Polen ein. In der Schlacht von Tannenberg (1410) besiegte die Union den Ritterorden. Die Verbindung mit Polen wurde 1568 in der Union von Lublin gefestigt. Bis zum Ende des Staates Polen-Litauen ergibt sich daher eine weitgehend gemeinsame Geschichte auch in den Beziehungen zu den deutschen Staaten. So musste Polen-Litauen im Frieden von Oliva unter anderem das Herzogtum Preußen an Brandenburg abtreten. Der anhaltende innere und äußere Niedergang des Staates führte dazu, dass Litauen (und Polen) 1795 nach mehreren Teilungen – vorgenommen von den Nachbarstaaten Russland, Österreich und Preußen – von der Landkarte verschwanden, wobei Litauen dem Russischen Reich zugeschlagen wurde.

### 19. Jahrhundert, Erster Weltkrieg und Zwischenkriegszeit
Im 19. Jahrhundert mit dem aufkommenden Nationalismus in Europa wurde die litauische Kultur immer mehr von der Russifizierung bedroht. Hiergegen konnte der Kulturkontakt mit den in Ostpreußen lebenden Litauern (Gebiet Kleinlitauen) helfen, da diese in der Ausübung ihrer Kultur weniger eingeschränkt waren. So schmuggelten Bücherträger in lateinischer Schrift gedruckte litauische Bücher (die damals im Zarenreich verboten waren) unter großer Gefahr über die ostpreußisch-russische Grenze.
Im Ersten Weltkrieg besetzte Deutschland als Gegner Russlands 1915 Litauen und einige benachbarte Gebiete und fasste sie zur Verwaltungseinheit Ober Ost zusammen. Gegen Ende des Weltkrieges wurde die formale Selbständigkeit Litauens, praktisch aber als Satellit des Deutschen Reiches, als Königreich unter Mindaugas II. angestrebt. Deutschland wollte Litauen als einen souveränen Staat nur dann anerkennen, wenn es in ökonomische und militärische Union mit dem Reich träte. Am 11. Dezember 1917 erklärte die Taryba die Wiederherstellung des „unabhängigen“ Staates Litauen mit der Hauptstadt Vilnius und mit Bindung an das Deutsche Reich. Da Deutschland die Anerkennung hinauszögerte, verkündete die Taryba am 16. Februar 1918 erneut die Unabhängigkeit Litauens ohne jegliche Verbindungen zu den anderen Staaten. Dieser Tag ist bis heute nationaler Feiertag. In der Folge konnten die Litauer die Unabhängigkeit ihres Staates stabilisieren. 1923 annektierte Litauen das Memelland, also den vormals zum Deutschen Reich gehörigen, nördlich der Memel gelegenen Teil Ostpreußens mit der Hafenstadt Memel (heute Klaipėda), das seit dem Ende des Ersten Weltkriegs vom Völkerbund verwaltet worden war. 1924 wurde diese Annexion von den vorherigen Schutzmächten anerkannt. Abgesehen vom Problem des Memellandes entwickelte sich das deutsch-litauische Verhältnis in der Zwischenkriegszeit teilweise durchaus positiv, wobei die beiden Staaten durch die Abneigung gegen Polen verbunden waren, an das beide Gebietsforderungen hatten.

### NS- und Sowjetzeit

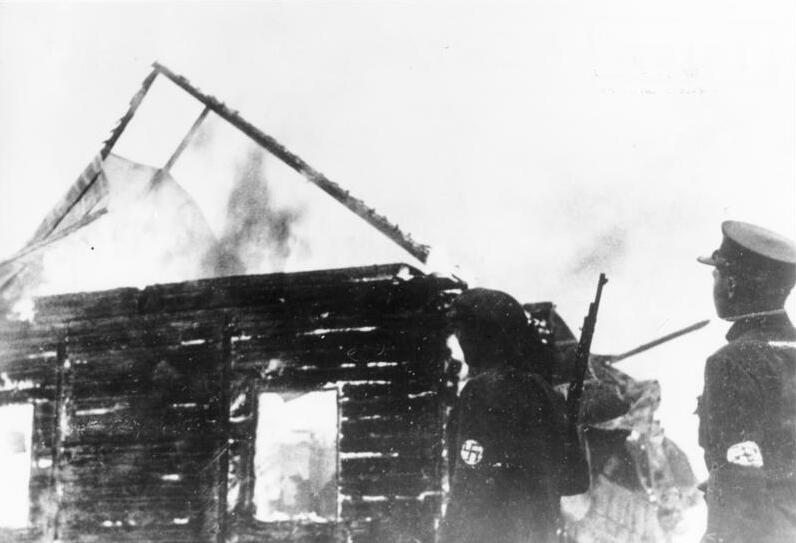
Durch die Wehrmacht angezündete Synagoge in einem litauischen Ort

Nach der Machtübernahme durch die Nationalsozialisten im März 1933 begannen erneute Spannungen, die einen ihrer Höhepunkte im Februar des Jahres 1934 erreichten, als die litauische Regierung Dutzende von pro-nationalsozialistisch gesinnten Aktivisten festnahm. Im März 1939 musste sich Litauen einem deutschen Ultimatum beugen und das Memelgebiet wieder an Deutschland abtreten. Danach schlossen Deutschland und Litauen einen Nichtangriffspakt.
Im Hitler-Stalin-Pakt war Litauen zunächst dem deutschen Einflussgebiet zugeteilt worden. Nach dem Ausbruch des Zweiten Weltkrieges gab es jedoch eine Revision dieses Vertrages durch den Deutsch-Sowjetischen Grenz- und Freundschaftsvertrag mit einer Abänderung der Einflussbereiche. Deutschland erhielt Teile Ostpolens. Litauen wurde der Sowjetunion zugesprochen. Am 15. Juni 1940 rückte die Rote Armee in Litauen ein und gründete die Litauische SSR am 21. Juli 1940. Noch im Jahr 1941 wurden viele Litauerdeutsche in den deutschen Machtbereich umgesiedelt. Von 1941 bis 1945 war Litauen im Rahmen des Angriffskrieges der Nationalsozialisten auf die Sowjetunion von der Wehrmacht besetzt und gehörte zum Reichskommissariat Ostland. In dieser Zeit wurden von Deutschen und litauischen Kollaborateuren schwerste Verbrechen gegen Kritiker und Minderheiten verübt. Die litauischen Juden fielen zum größten Teil dem Holocaust zum Opfer. In Litauen wurde versucht, das sog. Kegelbahnprojekt umzusetzen, d. h. die gezielte Besiedlung bestimmter eroberter Gebiete mit deutschen Aussiedlern. Ab 1944 flüchteten die meisten Deutschen vor der wieder anrückenden Roten Armee oder wurden bald darauf vertrieben. Tausende Litauer flohen mit den Deutschen nach Westen. Für die in Westdeutschland heimisch werdenden Exillitauer bildete das litauische Gymnasium in südhessischen Hüttenfeld ein kulturerhaltendes Zentrum. Vertriebene Litauendeutsche schlossen sich 1951 in Landsmannschaft der Deutschen aus Litauen zusammen.
Durch die Annexion Litauens durch die UdSSR nach dem Krieg, das damit verbundene Ende der staatlichen Souveränität und Handlungsfreiheit sowie den Systemgegensatz zwischen der Sowjetunion und der Bundesrepublik Deutschland, waren (west-)deutsch-litauische Kontakte während des Kalten Krieges nur sehr eingeschränkt möglich.

### Postsowjetisches Litauen
Im Zuge der 1986 von Michail Gorbatschow eingeleiteten Perestroika wurde in Litauen nach freien Wahlen am 11. März 1990 die Unabhängigkeitserklärung verabschiedet. Ein Putsch prosowjetischer Kräfte am 13. Januar 1991 in Vilnius schlug fehl. Es folgte ein erfolgreiches Unabhängigkeitsreferendum im Februar 1991. Nach dem Augustputsch in Moskau, der Gorbatschows Macht schwächte, wurden Estland, Lettland und Litauen am 27. August 1991 von den EG-Staaten und damit auch von Deutschland anerkannt. Am Folgetag nahm Deutschland diplomatische Beziehungen mit Litauen auf. Am 2. September 1991 akkreditierte Deutschland den ersten neuen Botschafter in Litauen Gottfried Albrecht. Am 28. November 1991 akkreditierte Litauen seinen Botschafter in Deutschland Vaidotas Antanaitis.
In der Folgezeit schwankte die deutsche Litauenpolitik zwischen dem Wunsch und der Verpflichtung der Einbindung der Balten in europäische Institutionen und der Angst davor, dadurch Russland zu verärgern bzw. dessen Annäherung an Europa zu stören. Teilweise wurde Deutschland sogar als „größter Bremser“ unter den westlichen Mächten bezüglich eines NATO-Beitritts eingeschätzt. Im Jahr 2004 erreichte Litauen sein außenpolitisches strategisches Ziel und trat der EU und der NATO bei. Die deutsch-litauischen Beziehungen sind heute intensiv und freundschaftlich und können sich sowohl bilateral als auch multilateral im Rahmen der genannten Organisationen weiterentwickeln.
Im Rahmen des NATO-Bündnisses beteiligt sich die deutsche Bundeswehr an der militärischen Verteidigung Litauens. So stellte die deutsche Luftwaffe 2005 erstmals Kampfflugzeuge für das Air Policing Baltikum. 2016 wurde Deutschland als „Führungsnation“ für die NATO-Battlegroup Lithuania bestimmt, einem Kampfverband mit rotierenden Truppenkontingenten, der zum Schutz Litauens vor möglichen russischen Aggressionen aufgestellt wurde. Im April 2025 wurde aus dem gleichen Grund die deutsche Panzerbrigade 45 in Litauen in Dienst gestellt, womit die Bundeswehr erstmals seit ihrem Bestehen einen Großverband dauerhaft im Ausland stationiert hat.

## Diplomatischer Austausch
Die Deutsch-Baltische Parlamentariergruppe pflegt die Beziehungen zwischen dem Deutschen Bundestag und dem Seimas. Vorsitzender in der 18. Wahlperiode war Alois Karl (CDU/CSU). Stellvertretende Vorsitzende waren René Röspel (SPD), Axel Troost (Die Linke) und Konstantin von Notz (Bündnis 90/Die Grünen).

## Sonstiges
- Thomas Mann verbrachte von 1930 bis 1932 seinen Sommerurlaub in einem Ferienhaus im memelländischen Nida.